# Marcel Lods

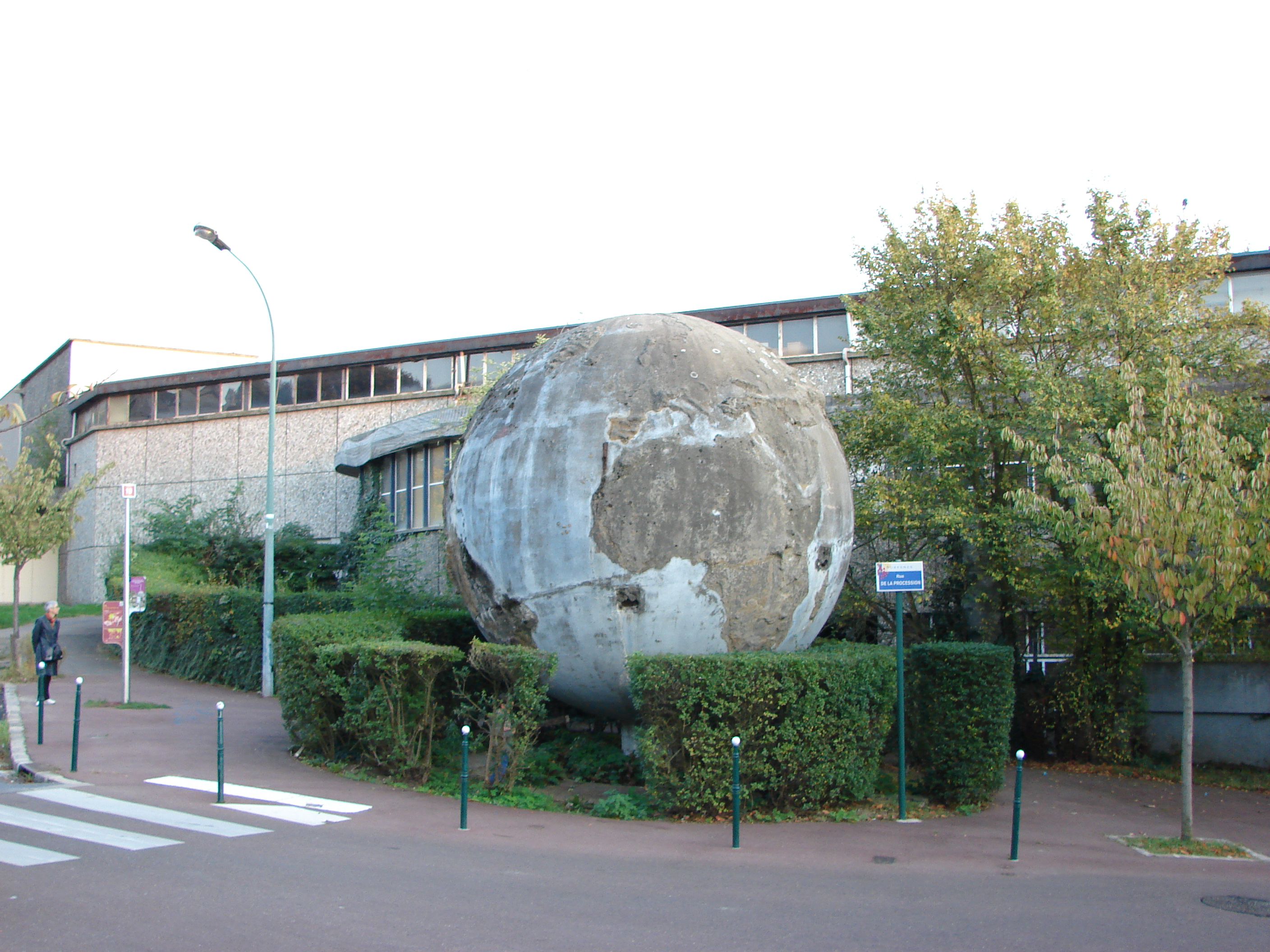
Budynem dawnej szkoły z lat 1932-1936

Marcel Lods (ur. 16 sierpnia 1891 w Paryżu, zm. 9 września 1978 tamże) – francuski urbanista i architekt. W latach 30. XX wieku był współinicjatorem wraz z Eugène Beaudouinem budownictwa mieszkaniowego z prefabrykatów.
Do jego najbardziej znanych projektów należą osiedla Cité de La Muette w Drancy oraz Marly-les-Grandes-Terres w okolicy Paryża.
Przez wiele lat Lods współpracował z architektem i urbanistą Eugène Beaudouinem.